# 半帶潘鰍
半帶潘鰍為輻鰭魚綱鯉形目鰍科的其中一種，為熱帶淡水魚，分布於亞洲馬來半島、婆羅洲、印尼蘇門答臘淡水流域，棲息在植被生長的底層水域，性情溫和，屬雜食性，體長可達10公分，水族館或水族貿易市場上經常俗稱為「蛇魚」的物種之一，經常與庫勒潘鰍（Pangio kuhlii）和邁爾潘鰍（Pangio myersi）之間混淆。

## 扩展阅读
維基物種上的相關：半帶潘鰍